# Rockpile (album)
Rockpile je sólové debutové studiové album velšského multiinstrumentalisty Dave Edmundse, vydané roku 1972 společnostmi Regal Zonophone Records (UK) a MAM Records (USA). Většinu nástrojů si nahrál sám Edmunds, baskytaru nahrál John Williams, jeho spoluhráč z kapely Love Sculpture. První singl z alba („I Hear You Knocking“) vyšel již v roce 1970 a umístil se na první příčce britské singlové hitparády. S výjimkou jedné písně obsahuje coververze písní jiných autorů. V roce 2001 vyšlo v reedici s šesti bonusy.

## Seznam skladeb
| Pořadí | Název                       | Autor                        | Délka |
| ------ | --------------------------- | ---------------------------- | ----- |
| 1.     | Down Down Down              | Trevor Burton                | 2:52  |
| 2.     | I Hear You Knocking         | Dave Bartholomew, Pearl King | 2:48  |
| 3.     | Hell of a Pain              | John Williams, Dave Edmunds  | 2:55  |
| 4.     | It Ain't Easy               | Ron Davies                   | 3:11  |
| 5.     | Promised Land               | Chuck Berry                  | 2:37  |
| 6.     | Dance Dance Dance           | Neil Young                   | 2:58  |
| 7.     | (I'm a) Lover Not a Fighter | Ron Collier                  | 3:33  |
| 8.     | Egg or the Hen              | Willie Dixon                 | 4:15  |
| 9.     | Sweet Little Rock & Roller  | Chuck Berry                  | 2:39  |
| 10.    | Outlaw Blues                | Bob Dylan                    | 5:09  |

## Sestava
- Dave Edmunds – zpěv, kytara, baskytara, klávesy, bicí
- John Williams – baskytara, doprovodný zpěv
- Andy Fairweather-Low – kytara a bicí v „Egg or the Hen“
- Terry Williams – bicí v „Down Down Down“ a „Outlaw Blues“
- B. J. Cole – pedálová steel kytara v „Down Down Down“, „Dance Dance Dance“ a „Outlaw Blues“